# 파이널 판타지 XIII-2
『파이널 판타지 XIII-2』(ファイナルファンタジーサーティーンツー, FINAL FANTASY XIII-2, 약칭：FFXIII-2, FF13-2)는 스퀘어 에닉스에서 2011년 12월 15일에 발매된 롤플레잉 비디오 게임으로 『파이널 판타지XIII』의 속편이다.
본 게임의 속편으로『라이트닝 리턴즈 파이널 판타지 XIII』가 있다.

## 개요
2011년 1월 18일에 개최된『SQUARE ENIX 1st Production Department Premiere』에서 제작이 발표되었다. 그후 같은 해 9월 15일에 발매 예정일이 같은 해 12월 15일임을 발표했다. 이번 작품은 전 작품과 달리 처음부터 플레이스테이션 3과 엑스박스 360의 양 기종으로 발매될 것을 명확히했으며 또한 전작과 같이 PS3 본체 동봉판 발매도 이루어졌다.
본 작품의 이야기는 이전 작품의 무대였던 세계와는 다른 Xbox 360판의 초회특전으로 들어있던 신작 소설 『Episode i』를 프롤로그로해서 「재생에의 기원」을 키워드로 전작에서 그려졌던 파루스와 린제의 스토리에 새롭게 에트로를 관련시켜 「인간이 신을 업고 얻은 것은? 그리고 인간이 그것을 어떻게 멈출 것인가？」를 테마로 한 「전작의 싸움은 정말 바른 것이었는가, 최후에 일어났던 기적이란 무엇인가」하는 부분이 그려지며, 스토리 그 자체의 길이는 전작과 같거나 약간 짧지만 파고들 요소가 굉장히 많다.
본 작품의 제작에는 이전 작품을 플레이한 유저들로부터 속편 요청이 많았던 것과, 스태프들도 「라이트닝이라는 인간을 더욱 그리고 싶다」는 마음이 있었기에 결정했다. 캐릭터는 이전 작품에서 등장했던 캐릭터의 시간이 지난 뒤의 모습도 그려지며 새로운 캐릭도 다수 등장한다. 스토리는 같은 넘버링 타이틀과 그 속편인 『FFX』と『FFX-2』 때와는 달리, 이전 작품보다도 어둡고 미스테리어스하며 시리어스한 작품이 되었고, 「세계관과 스토리의 노선을 무너뜨리지 않으면서도 게임 플레이 부분의 새로움을 부여하게 위해」 시리즈 최초로 멀티 엔딩이 채용되었으며 탐색 요소도 이전 작품에 비해서 보다 강화되었다. 배틀 시스템은 이전 작품의 ATB를 더욱 발전시킨 것이며, 「롤을 보다 전략적으로 조합하길 원한다」는 생각에서 몬스터를 동료로 만들 수 있게 되었다.
비쥬얼은 「이전 작품이 당초 다크 판타지를 이미지했으나 그 후 밝은 방향으로 전환했던 것에 비해, 이번 작품은 다크 판타지 노선을 그대로 계승한다.」라고 컨셉의 바탕을 「쉬르레알리즘(역: 초현실주의)이면서 다크함」을 테마로 작성되었다. 제작 발표시에 공개된 영상은 「신화에 등장하는 가시세계와 불가시세계의 차이를 보여준다」라는 의도로 의도적으로 이전 작품과의 연결 고리를 파악하기 어렵게 하고 있다.
이전 작품의 세이브 데이터를 계승하는 것으로 전용 특전이나 카지노의 미니게임의 당첨 확률이 상승하는 등의 보너스를 얻을 수 있다. 계승할 때의 내용에 관해 「이전 작품을 플레이한 사람과 플레이한 적 없는 사람과의 차이를 가능한 한 없애고 싶다」라는 생각으로 게임에 직접 영향을 주지 않는 것만을 제공하도록 하고 있다.
엔터브레인 사장 하마무라 히로카즈(浜村弘一)에 의해 발표 전 예측에서 「100만개 팔릴 것이 틀림 없다」라고 말했다
무료 체험판은 2012년 1월 10일에 북미 플레이스테이션 스토어와 엑스박스 라이브에서 배포되었으며 11일에는 유럽의 플레이스테이션 스토어와 엑스박스 라이브에도 공개되었다.
키타세(北瀬)에 의하면 「게임 본편은 세라 & 노엘 편」과 같은 위치이며, 그 외에도 라이트닝 편과 같은 캐릭터마다의 에피소드가 존재하고 DLC로 스노우 편, 삿즈 편, 라이트닝 편, 뿐만이 아니라 소설의 「Fragments Before」나 「Fragments After」로도 FF13 후의 캐릭터들의 행방에 관해서도 소개되었다.

## 시스템

### 모글리 관련 시스템
본 작품에서는 필드 상에 모글리의 머리 부분이 빛날 때가 있으며 빛난 장소에는 아이템이 숨겨져 있다. 숨겨진 아이템은 R1 버튼으로 실체화시키는 것이 가능하며 실체화된 후에는 보통의 아이템과 같은 방식으로 입수 가능하다. 또한, 스토리를 어느 정도 진행하면 모글리를 던지는 것으로 보다 넓은 범위를 탐색할 수 있게 된다.
가까운 곳에 NPC가 있는 장소에서 모글리 관련 시스템을 사용하면 NPC가 그에 따라서 반응할 때가 있는데 이것은 플레이어가 취한 행동에 대한 리액션이다.

### 라이브・트리거
본 작품에 첫 도입된 시스템이다. 주된 캐릭터끼리의 대화 중에 삽입되어 게시되는 선택지 속에서 하나를 골라 대답의 내용과 행동을 선택해나가며 단순한 선택지만 아니라 보수와의 싸움 등에도 선택하는 것이 가능하다.
라이브・트리거가 도입된 이유는 「이전 작품이 스토리를 중심으로 이야기를 진행했기 때문에 이번에는 플레이어를 중심으로해서 플레이어 자신이 선택지를 선택해 이야기를 진행시켜나갈 수 있도록 하고 싶었기 때문에」라고 한다. 라이브・트리거의 선택지는 「자신이 좋다고 생각하는 선택지를 선택하길 바란다」라는 방침에서 스토리의 본편에는 영향을 주지 않는다.

### 배틀 시스템
본 작품에서 적과의 조우는 필드 상의 적이 보였던 전작과는 다르게 필드 상에 일정 시간이 경과하면 적이 나타나며 접촉하면 전투에 돌입하도록 되었다. 적이 출현하면 시계 아이콘이 표시되며 시계의 침이 돌기 시작하면 적이 움직이기 시작하며 침이 다 돌게 되면 강제적으로 전투에 돌입하면서 동시에 배틀 도중의 리스타트가 불가능하게 된다. 이쪽에서 먼저 공격을 시도하면 이전 작품과 같이 선제 공격이 성립되며 배틀을 유리하게 이끌어 갈 수 있다. 이런 변화는 「미리 적이 보이는 상태보다는 적이 보이지 않는 상태 쪽이 긴장감이 난다」라는 방침 때문이다. 배틀 시스템 자체는 이전 작품의 시스템을 발전시킨 것으로 ATB 게이지를 모아서 리더의 커맨더를 입력해 가며, 다른 캐릭터는 오토 모드(자동 움직임 상태)로 행동한다. 배틀 종료 시에는 HP 등이 완전 회복하며 상태이상도 해제된다. 이전 작품과 달리 게임 내 화폐 ‘길’도 입수 가능하다.
옵티머의 명칭은 해외판과 같은 ‘파라다임시프트’로 변경되었고, 추가로 파라다임마다 행동을 밸런스 좋게 행하는 ‘노멀’, 하나의 적을 집중 공격하는 ‘크로스’, 다수의 적을 각각 노리는 ‘와이드’라는 3가지 행동 패턴을 설정 가능한 파라다임 튠(tune)이 탑재되었다.
또한, 때때로 시네마틱 액션이라는 컷 신이 나올 때가 있고 그 때는 버튼 입력을 하게 되는데 버튼 입력에 따라서 배틀의 전개 양상이 변화하게 된다.
본 작품의 배틀 시스템은 「이전 작품보다도 스피디하면서 택티컬(전략적)함」이 테마이며, 위에 적은 내용 이외에도 동료의 AI의 행동도 조정되었다.

### 소환 레이드
스토리를 어느 정도 진행하면 사용 가능하게 되며 몬스터를 쓰러트리고 크리스탈을 손에 넣으면 그 몬스터를 동료로 사용할 수 있게 되는 새로운 시스템이다.
동료로 만든 몬스터는 파라다임을 짜는 것으로 최대 3마리까지 파티 멤버로 사용 가능하며 파라다임을 변경하면 몬스터도 바뀐다. 몬스터의 역할은 고정되어 있으며 싱크로게이지라고 불리는 게이지를 최대까지 모으면 몬스터마다 다른 효과의 필살기를 사용할 수 있다. 몬스터의 성장 패턴은 다양하며 대기만성형이 있는가 하면 금방 성장이 끝나버리는 형태도 있는데, 다만 기본적으로는 키우는 방법에 따라 어떤 몬스터도 활약이 가능하도록 설정되어 있다. 동료로 삼을 수 있는 몬스터의 숫자는 제한이 없고 같은 몬스터를 중복해서 동료로 삼을 수도 있다.
당초에는 몬스터 크리스탈을 사용해 악세사리를 강화하는 시스템과 몬스터에게도 역할을 변경시킬 수 있게 하는 시스템의 탑재 등도 검토되었으나, 둘 다 「유저가 몬스터에게 애착을 가질 수 있게 하는 방침에 벗어나 버린다」라는 의견이 나와 받아들여지지 않았다.

### 크리스탈리움
본 작품의 캐릭터 성장은 이전 작품과 같이 크리스탈리움을 이용하는데, 본 작품에서 노엘, 세라의 성장과 몬스의 성장 방법은 다르다. 노엘과 세라는 이전 작품의 캐릭터와 같이 배틀에서 승리하면 얻는 CP(크리스탈 포인트)를 사용해 성장시켜 나간다. 그러나 이전 작품과 달리 모든 역할을 하나의 크리스탈리움으로 성장시키게 되어있어 크리스탈리움의 레벨업시에 해방되는 보너스를 임의로 선택하도록 되어 있다.
몬스터의 성장은 CP가 아니라 전용 아이템을 사용해 이루어지며, 후반이 될 수록 귀중한 아이템이 대량으로 필요하게 된다.

## 몬스터 커스터마이즈
크리스탈리움으로 성장시킨 몬스터의 어빌리티를 계승시키거나 몬스터에게 이름이나 데코레이션 아이템이라 불리는 아이템을 장착해 자신의 취향대로 커스터마이즈 가능하다.
어빌리티를 계승시키는 경우는 역할이 같은 몬스터끼리라면 어빌리티도 계승하는 것이 가능하다. 역할이 다를 경우는 어빌리를 계승시킬 수 없으나 대신 특수한 어빌리티를 습득하는 경우가 있다. 어떠한 경우라던지 계승 받은 쪽이 아닌 계승을 한 쪽의 몬스터 크리스탈은 사라진다.
데코레이션 아이템을 장착한 몬스터는 외관이 변화하나 능력은 그대로다. 이것은 「데코레이션 아이템으로 능력이 변화하면 유저가 강한 데코레이션만 찾기 때문에 개성이 없어진다」는 이유에서이다.

### 장비품
이전 작품과 같이 장비품으로 등장하는 것은 무기와 악세사리이다. 본 작품의 장비품은 개조로 강화시켰던 이전 작품과 달리 게임 내 상점에서 입수하거나 필드 상의 보물 상자에서 입수해 나간다. 본 작품의 악세사리는 악세사리마다 어떤 값이 설정되어 있어서 캐릭터의 장비 능력을 상회하도록 장비시키는 것은 불가능하다. 이전 작품과 같이 악세사리와 무기를 특정 조합하는 것으로 연쇄 어빌리티가 발생하는 경우가 있다.

### 게이트
게이트라고 불리는 시공이동장치를 만들어, 본 작품의 스토리는 시공을 초월해 진행해 나간다, 같은 장소에서도 시대를 변화시키는 것으로 전혀 다른 풍경이 되기도 한다. 또한 게이트를 한 번 닫고 다시 여는 것으로 스토리를 재진행하는 것도 가능하다.
게이트는 전용의 오파즈를 사용하지 않으면 열리지 않는 노란색과, 소모품인 와일드 오파즈를 사용하지 않으면 열리지 않는 청색의 두 종류가 존재한다. 또한 게이트를 닫으려면 리버스 록이라는 아이템이 필요하다.
각 시대에는 '파라다임 시프트'에 의한 파라독스라고 불리는 이변이 발생하며, 스토리는 그 이변을 해결하는 것을 통해 진행된다. 스태프의 계산으로는 한 시대의 스토리는 3시간 정도로 끝난다고 본다고 하며 이것은 「바쁜 사람들을 배려한 결과」라고 한다.

### 초코보
시리즈로 익숙해진 노란 새는 본 작품에서도 기잘의 야채를 주면 탈 수 있다. 본 작품에서는 통상의 초코보 외에도 돌연변이 종의 난폭한 초코보도 등장해 난폭한 초코보에 타는 동안 기잘의 야채를 계속 먹여 기잘의 야채가 없어지면 플레이어는 내팽개쳐진다.

### 배틀 초코보
배틀 시스템에 「몬스터」의 사역이 추가되어있기에 배틀 중에 초코보 몬스터 크리스탈을 얻으면 초코보가 사역 가능하게 된다.
더불어 배틀 초코보는 노란색, 적색, 청색 등 여러 종류가 있고 얻을 가치가 있다.
전부 얻는 것은 취향에 맡긴다.
각 색마다 3마리까지 얻을 수 있다.
배틀 초코보는 어떤 「경기」에 사용된다.

## 용어
카오스
세계를 침식해 몬스터를 출현시키는 수수께끼의 존재.
카타스트로피
이전 작품의 스토리 부분에 붙여진 사건의 이름.
AF
이전 작품의 스토리가 끝난 후에 새롭게 사용된 달력의 명칭. AF란 After the Fall의 약자로 대참사는 면했지만 코쿤이 하늘에서 떨어진 사실은 변하지 않았다는 의미로 사용된다.
아카데미
AF 3년쯤에 옛 기사대의 리그티 대위와 호프의 아버지 바르토로메이・에스토하임이 설립한 공적 연구기관.
설립 당초엔 사람의 손으로 인한 역사를 과학의 힘으로 만들어가기 위한 하부 기관이었으나 각지의 유적의 발굴, 조사나 로스트테크노로지의 해석 등을 통해 신 기술을 차례로 만들어내어 AF10년 경부터 사회의 통치기관으로 성장해 AF400년에는 정부에서 여러 권한을 양도 받아 정식 통치기관이 된다.
시해(シ骸)
이전 작품과 같이 루시의 마음이 절망으로 물들 때에 변모하게 되는 ‘시해(シ骸)’에, 추가로 루시가 변모한 것이 아닌 새로운 시해도 등장한다.
파라독스
각 시대에 일어나고 있는 이변의 총칭.
시간을 읊는 무녀 (유르)
신 리젠과 여신 에토로가 만든 세계의 최초 인간 전생체. 미래에 벌어질 일을 보는 에토로의 눈을 가지고 있지만 역사에 대해서 중립에 서지 않으면 안된다는 법칙 때문에 간섭하는 것이 금지되어 있다. 어떤 시대에도 같은 형상과 혼을 가진 소녀로 태어나, ‘유르’라 불리는 이름을 가진다.
시간을 읊는 일족
아득히 먼 옛날, 미래를 보는 능력을 가진 시간을 읊는 무녀 ‘유르’를 중심으로하는 도시 ‘파도라’를 설립, 발전시킨 일족. 발전 후, 마수 우갈룸을 봉인하기 위해서 당시 ‘유르’가 금지되어 있는 것을 어기고 ‘역사에 간섭’을 한 후, 예언의 악용을 꾀하는 자가 나타나 내력을 일으켜 ‘파도라’를 떠나 방랑하는 민족이 되었다.
에토로의 눈동자
여신 에토로의 힘을 접해 강한 혼돈의 힘을 품은 물건. 미래를 보는 것이 가능하지만 그 대가로 생명을 갉아먹어 간다. 에토로의 눈동자의 힘은 소유자의 의사와 관계 없이 발동하기 때문에 소유자인 ‘유르’는 어릴 때에 생명을 잃고, 때문에 카이어스는 이 힘을 「저주」라 칭했다.
수호자와 잠약자(暫約者)
수호자는 ‘시간을 읊는 무녀’를 지키는 전사를 말하며, 잠약자는 그 중에서 최고로 강한 자가 되는 ‘루시’의 이름이다..
혼돈의 심장
루시로서 사명을 다한 카이어스에게 에토로가 준 심장이며, 에토로의 분신이기도 하다. 카이어스에게 불사신의 육체를 부여해주는 원천이며, 카이어스의 그릇에 못 미치는 자가 카이어스를 쓰러뜨리면 심장은 그 자에게 계승되며, 카이어스를 상회하는 자가 있다면 카이어스를 죽일 수 있으나 그것은 동시에 에토로의 죽음과 연결된다.

## 파고들 요소

### 파라독스 엔딩
본 작품에선 FF시리즈 최초의 멀티 엔딩이 채용되어 FFX-2의 엔딩과 같은 노멀 엔딩과 숨겨진 엔딩만이 아니라 여러 다양한 엔딩으로 나눠어저 있으며 이 중에는 과거의 세계를 그린 엔딩도 있다. 각 엔딩의 해방 조건은 게임을 플레이하면 대강 알게 되어 있으나, 해방하기 위해서는 좀더 게임을 파고들 필요가 있다.
본 작품에 있어서 멀티 엔딩은, 노멀 엔딩을 본 후에 2주차 이후의 플레이에서 본편에서는 쓰러뜨리지 못했던 보스를 쓰러뜨리거나 본편에서 선택하지 못했던 선택을 한 경우, IF 전개를 체험하는 「파라독스 엔딩」이며, 기본 줄기가 되는 엔딩은 노멀 엔딩과 그 보충인 숨겨진 엔딩뿐이다. 더욱이 노멀 엔딩은 최후에 「TO BE CONTINUED...」라고 표시되는 클리프행거 전개로 되어 있는데, 이것은 「본편만으로 모든 수수께끼가 밝혀지지 않게 하여, 세계관을 넓혀가는 많은 해외의 TV드라마의 방법을 본 작품도 의식하고 있으며, 따라서 스토리가 아직 계속될지도 모른다는 의미를 시사한다」라는 의미가 있다.
엔딩 후에 다른 작품과 같이 타이틀로 돌아가는 것이 아니라 ‘히스토리아 크룩스(Historia Crux, 시간의 게이트 간의 교차점이며, 다음 한 세대를 연결하는 분리된 차원이다)’로 돌아가는 것은 「발할라에서 다시 역사가 반복되기에 플레이어가 또다른 역사를 찾아내주길 바란다」는 의도가 있다. 파라독스 엔딩은 「플레이어 자신이 스토리를 엮어나가는 실감을 얻었으면 해서」라는 의도로 구현되어, 그 내용 중엔 코믹한 것도 있다. 이것은 노멀 엔딩이 심각한 분위기의 종결이기 때문에 차이를 두고 싶다는 방침에 따른 것이다.

### 프래그먼트(파편)
시간의 파편으로 불리는 것으로 본 작품에서 수집 요소 중 하나이다. 단순히 스토리 진행만 해서는 거의 입수할 수 없고, 미니 게임이나 NPC의 의뢰를 해결한 보수 등으로 입수할 수 있다. 전부 160개 있고 모으면 ‘자나두’에서 새로운 스킬을 개방해 입수할 수 있다.

### 시간의 미궁
본 작품의 던전은 하나로 일필휘지의 요령으로 모든 크리스탈을 모으는 「사라지는 바닥」, 같은 색, 형태의 크리스탈을 엮은 「크리스탈의 줄」, 숫자를 지워나가는 「시계판의 침」의 3종류가 존재한다. 스토리 상 반드시 클리어하지 않으면 안되는 것도 있지만 그것들은 비교적 단순히 클리어 가능하게 되어있으며, 반드시 클리어할 필요 없는 것들 중에는 난이도가 높은 것도 존재한다.
이 시스템이 도입된 이유는 이전 작품의 불만점 중에 「던전의 수가 적다」는 의견이 있었기 때문이다.

### 미니 게임
본 작품에서는 이전 작품에는 없었던 카지노 등의 미니 게임이 있어 전용 동전인 카지노 코인을 길로 구입하는 것으로 즐길 수 있다.
본 작품의 초코보 레이스는 단지 코인을 걸고 관전하는 것만이 아니고 초코보를 동료로 하고 있다면 그 초코보를 레이스에 참가시키는 것도 가능하며 그 경우 스타트 대쉬 등 경기에 개입하는 것도 가능하다.
레이스에 참가한 초코보의 강함은 초코보의 레벨이나 습득 중인 어빌리티에 의해 변하며 또한 레이스에 참가 중인 초코보는 다시 돌아오게 하지 않는 한 전투에는 참여 불가능하다.

## 스토리
미리니름 주의. 
개요 쪽에 있었던 대로 본 작품은 멀티 엔딩이기 때문에 스토리 파트에서는 정식 엔딩인 노멀 엔딩의 스토리를 기제한다. 
이전 작품 『FFXIII』의 스토리가 끝난 후 3년 후 어느 날, 본 작품의 주인공 세라・파론이 사는 그란・파루스의 개척 마을 네오・보담이 돌연 수수께끼의 마물에 습격을 받았으며, 그 때 또다른 주인공 노엘・크라이스가 출현해 그녀의 위기에서 구한다. 마물을 처리한 노엘에게 세라는 어째서 그가 이곳에 나타난 것인지 묻자, 노엘은 자신이 머나먼 미래, 코쿤이 지상에 떨어져 세계가 멸망해 가는 가운데 살아남은 최후의 인간이라는 것과, 이 세계와는 다른 세계 발할라에서 세라를 제외한 모두가 죽었다고 여겼던 세라의 누나 라이트닝을 만난 사실, 여러 시대에 파라독스라 불리는 이변이 일어난 사실 등을 전했다. 이 이야기를 들은 세라는 자신이 가지고 있는 모두와는 다른 기억이 올바른 기억이란 확신을 가진다. 라이트닝은 이전 작품의 스토리가 끝난 직후에 실종되어 세라를 제와한 누구도 그 때의 대화를 기억하고 있지 않았다. 세라는 누나와의 재회를 바라며 노엘과 함께 시공을 초월한 여행에 나설 것을 결심한다.
시공을 초월한 여행의 과정에서 세라는 약혼자 스노우와 누나의 예전 동료였던 호프와 만나 때로는 그들의 힘도 빌려가며 파라독스를 해결해 나간다. 그런 그들의 앞에 카이어스・발랏드라는 수수께끼의 남자와, 여신 에트로가 부여한 미래를 보는 힘 「에트로의 눈」을 가진 유르라는 수수께끼의 소녀가 나타난다. 카이어스는 세라 일행을 자신의 목적에 방해되는 자로 규정해 몇 번이고 습격해 온다.
시공을 초월한 여행의 끝, 세라와 일행들은 라이트닝과 재회한다. 재회한 라이트닝은 시공의 변화는 전부 카이어스가 일으키는 것이고, 카이어스의 목적은 유르를 구하는 것이며, 유르가 가진 시간을 읽는 힘이 발동하지 않도록 세계를 바꿔 만들려고 한다고 전한다. 그녀는 또한 카이어스가 코쿤의 낙하에 의한 대량 학살로 다른 세계로의 문을 열어 강대한 어둠의 힘을 이 세계로 끌고와, 생사나 시간조차도 무의미한 세계를 만들어 내는 것이 목표라고 말한다. 세라와 노엘은 카이어스를 막기 위해 라이트닝과 작별하고 코쿤 낙하 직전의 세계를 향한다. 세라와 노엘은 사투의 끝에 카이어스를 쓰러뜨리고 코쿤 낙하 직전의 세계로 돌아가, 호프 일행이 만들어낸 새로운 코쿤의 부상을 목도한다. 그러나 그 직후, 세라에도 부여되었던 에트로의 눈이 발동한다. 또한 카이어스에게 부여되었던 여신 에트로의 심장 「혼돈의 심장」이 소멸한 것으로 여신 에트로가 소멸해, 에트로가 억누르고 있던 어둠의 힘이 이 세계에 해방되어 버린다. 그리고 스토리는 다음 작품 라이트닝 리턴즈 파이널 판타지 XIII으로 이어짐을 예고한다.

## 등장 인물
등장 인물의 캐릭터 외에 다수의 NPC가 등장하며, 스토리 상 정보 수집은 주로 NPC와의 대화를 통해 이루어진다.

### 동료 등장 인물
세라・파론(Serah Farron) 21세, 164cm
성우 - 코토부키 미나토(寿美菜子) / 로라 돈 베일리
라이트닝의 여동생으로 본 작품의 주인공 중 1인. 이번 작품에서는 모글리를 활이나 검으로 변화시켜 싸운다.
이전 작품에서 싸움이 끝난 후에 네오・보담에서 교사를 하고 있었으며 파라독스의 영향으로 주위에서 모두들 라이트닝이 죽었거나 크리스탈화했다고 생각하고 있지만 세라 만큼은 그녀의 존재를 믿고 있으며, 그 기억도 가지고 있다. 스토리 개시 후에 노엘과 만나고, 라이트닝과 재회하기 위한 여행에 나선다.
그녀가 주인공이 된 이유는 「이전 작품에서는 금방 크리스탈이 되었기 때문에 이번 작품에서 서서 움직이게 해주고 싶었다」라는 이유도 있었다고 한다.
노엘・크라이스 (Noel Kreiss) 18세, 185츠
성우 - 키시오 다이스케 / 제이슨 마즈든
본 작품의 주인공 중 1인. 세라의 앞에 나타난 수수께끼의 청년으로헌터로서 마물을 사냥해 생활을 하였기에 「사람을 지킨다」는 의지가 강하며, 스노우와는 다른 형태의 의리를 가진 캐릭터이다.
그 정체는 FF13에서 700년 후의 먼 미래, 인류가 멸망하기 직전의 시대에서 미래를 바꾸기 위해 과거로 거슬러온 최후의 인류이다. 시공을 거슬러온 과정에서 라이트닝과 만나고, 그녀의 의견을 수용해 세라의 곁에 나타났다. 파라독스의 영향으로 기억이 애매하게 되어버렸지만 스토리를 진행하면 기억이 점차 되돌아온다.
FFXIII의 캐릭터로는 하얀색을 연상시키는 이름을 베이스로 하고 있으며 「노엘」이라는 이름은 눈, 기원이라는 의미를 고려해 붙여졌다. 새로운 주인공이 설정된 이유에는 「이전 작품에 있었던 일이나 그 세계에 대해 아무것도 모르는 캐릭터가 주인공이 됨으로써, 이전 작품을 모르는 플레이어가 감정 이입이 쉽게 될 것」이라고 고려했기 때문이다. 또한 성격은 이전 작품의 유저가 남성이 많았기 때문에 「남성이 공감 가능한 캐릭터로 만들고 싶다」라는 생각을 가지고 설정했다. 덧붙여서 좋아하는 것은 고기라면 뭐든지, 그 중에서도 아다만타이마이를 가장 좋아한다.
모글리
성우 - 모로호시 스미레(諸星すみれ) / Ariel Winter Workman
시리즈로 익숙해진 캐릭터. 이번 작품에서는 라이트닝을 섬기며 노엘과 세라의 여행에 동행하며 여러 도움을 준다.
본 작품에서는 파티로 동행하는 마스코트 캐릭터이므로 「갓난아이에서 유아」라는 이미지로 디자인 되었다, 이제까지 없었던 크리스탈과 시계를 가지고 있다. 타카하시(高橋)의 제안에 의해 모로호시 스미레(諸星すみれ)가 『파이널 판타지 영식』에 이어서 성우를 담당했다.
토리야마(鳥山)에 따르면 「이전 작품에서의 역할이 상점의 간판 스타 정도였다는게 마음에 걸려 이번 작품에서는 좀더 나와주었으면 했었는데 시스템의 근간에까지 관여할 줄은 생각도 못했다」라고 했다.

### 기타 등장 인물
스노우와 라이트닝은 특정 이벤트에만 등장해 전투에 참가한다.
라이트닝 (Lightning) 21세(실종 당시), 171cm
성우 - 사카모토 마아야/ 앨리 힐리스
이전 작품의 주인공. 이전 작품의 싸움이 끝난 후에 다른 사람들 앞에서 모습을 감춰 파라독스의 영향에 의해 세라를 제외한 모두가 그녀는 죽었다고 생각하고 있지만 실제로는 여신 에트로로부터 힘을 받아 에트로가 있는 도시 발할라를 지키는 기사로서, 충실한 종 오딘과 같이 수많은 싸움을 계속해왔다. 이번 작품 스토리의 테마 이외에 「그녀가 두번 째의 생을 얻었다」라는 부분도 테마의 하나이다. 이전 작품의 모티브는 주로 장비였으나 이번 작품에서는 「보다 신에 가까운 존재」, 「보다 판타지 풍에 가까운 복장」으로 하기 위해서 깃털이 모티브로 사용되었고 고귀함과 우아함을 유지하고 있다. 이번 작품에서는 이전 작품과는 다른 타입의 변형식 검을 사용한다.
이번 작품에서는 이야기의 주인공은 아니지만, 스토리의 주된 열쇠를 가진 캐릭터이며 게임 내에서 조작이 가능한 장면도 나온다.
라이트닝의 이번 작품 복장을 담당한 카미코쿠료우 이사무(上国料勇)는 시행착오 끝에 노무라(野村)로부터 넘겨받은 깃털과 「신비한 이미지」라는 주문 하에 라이트닝을 그릴 수 있었으며, 그 때문에 걸친 갑옷에 필요한 부분이 빠져있는 등 본래 갑옷에 있어서는 있을 수 없는 구조를 하고 있다.
카이어스・발랏드 (Caius Ballad) 연령 불명, 195cm
성우 - 시로쿠마 히로시(白熊寛嗣) / 리엄 오브라이언
본 작품 제작 발표시에 영상에 등장한 수수께끼의 남성. 검은 변형식 검을 가지고 소환수 바하무트・카오스를 부린다. 스토리 상에선 라이트닝과 대립한다.
노엘 일행의 앞에 유르와 함께 나타난다. 노엘과는 아는 사이 인 듯….
복장은 바하무트를 모티브로 했다..
파도라＝누스・유르 (Paddra Nsu-Yeul) 14-17세
성우- 이세 마리야(伊瀬茉莉也) / 앰버 후드
노엘과 세라 앞에 나타난 카이어스와 함께 행동하는 소녀. 「묵시전쟁」시대에 신화를 남겼다고 전해지는 무녀와 같은 이름을 가졌으나 정체는 수수께끼에 쌓여있다.
스노우・빌리어스 (Snow Villiers) 24세, 200cm
성우- 오노 다이스케 / 트로이 베이커
세라의 약혼자. 타임 파라독스의 영향으로 코쿤이 떨어진 후에 라이트닝이 크리스탈화했다고 생각하나, 그 후 2년 후에 누나는 살아 있다는 세라의 말을 믿어 스스로 약혼 팬던트를 세라에게 건네며, 본편의 1년 전에 라이트닝을 찾아 여행을 떠났다. 스토리 도중에 스노우에게 있어서 세라는 2년만의 재회를 한다. 또한 이전 작품과 같이 왼쪽 팔에는 파루스의 실 낙인이 새겨져 있다.
호프・에스트하임 (Hope Estheim) 24-27세, 180cm
성우- 칸지 유우키(梶裕貴) / 빈센트 마텔라
이전 작품에서 10년 후 24살이 된 미래에서는 어른다워져 등장. 아카데미의 리더를 맡고 있다. 세라 일행이 시공을 초월하고 있는 것을 알고 있다.
알리사・자이델(Alyssa Zaidelle) 19-27세
성우- 히카사 요코 / 킴 메이 게스트
시리즈 최초 등장하는 아카데미 연구원 중 하나. 밝고 매력적인 생김새로부터 아카데미의 아이돌과 같은 존재. 그러나 연구원으로서의 재능으로 호프의 보좌역을 맡고 있다
가도 (Gadot) 24세, 192cm
성우- 사토 비이치(佐藤美一) / 잭 행크스
이전 작품에서 등장한 노라의 멤버. 네오・보담을 유지 관리하고 있다.
레브로 (Lebreau) 22세, 168cm
성우- 아사카와 유 / Anndi McAfee
이전 작품에도 등장했던 노라의 멤버 1인. 그녀는 세라에게 「라이트닝은 죽었다」고 말한다..
초코리나
성우- 우에다 세이코(うえだ星子) / 줄리 네이선슨
상점 역할을 맡은 상인. 그녀도 시간을 넘는 일이 가능해 노엘과 세라의 가는 길에 출몰한다. 그녀에게서는 통상의 아이템, 무기, 악세사리, 몬스터 육성용 아이템, 할인품의 5가지 카테고리에 속하는 상품을 사는 것이 가능하다. 카니발 때에는 몸에 두르는 듯한 의상을 껴입고, 잘 나서는 것을 즐기는 말투를 하고 있다. 그녀의 모습은 노엘이나 세라와 같이 여러군데에 출몰하며 여기에 더해 한 눈에 알아 볼 수 있는 모습으로 만들고 싶다고 생각한 결과라고 한다.

## 세계관
이전 작품에서는 한 번 간 장소에는 그랑＝파루스와 정부 수도 에덴의 일부를 제외하고 되돌아 오는 것이 불가능했으나, 이번 작품에서는 되돌아 올 수 있다. 탐색요소도 이전 작품보다 강화되어, 이전 작품에서는 일부분만이 가능했던 점프가 보다 자유롭게 가능하게 되었으며 고정되지 않았던 내비게이션 맵이 북쪽 방향을 바라보며 고정되었다.
이번 작품에서는 스토리를 진행하면 역사가 변화해, 변화한 후의 시대와 이전 시대, 양쪽이 등장하는 맵이 있으며, 같은 맵이라도 다수의 연대(年代)에 걸쳐 그려진다.
본 작품의 세계관은 이전 작품을 베이스로 그려지기 때문에, 보다 보편적인 수수께끼를 향하는 스토리로 방향을 바꿔 제작되었다.

### 코쿤
이전 작품의 주된 무대였던 구체형 세계. 현재는 그랑・파루스와의 사이에 형성된 크리스탈의 기둥에 겨우 지탱되고 있지만 내부는 심하게 손상되어 있으며, 파루시의 힘도 잃어버렸기 때문에 지탱하는 힘을 유지하는 것만에도 곤란한 상황이다. 많은 주민은 코쿤의 재건을 위해 애쓰고 있으나 일부 사람들은 그랑＝파루스에 이주를 하고 있다.
산레스 수향
코쿤 내부에 과거 성부(聖府)가 자연환경보호구로 관리했던 수향(水郷). 현재는 나무들이 자연의 위력에 구부러지고 자연에 따라 변화하게 되었다.

### 그랑＝파루스
이전 작품에 무대 중 하나였던 세계. 이전에는 사람을 볼 수 없고 몬스터랑 시해(シ骸)가 도처에 배회하고 있었다. 현재는 노라의 멤버를 중심으로 한 코쿤의 사람들의 이민, 개척이 이루어져 있지만 안정된 생활을 보낼 정도에는 이르지 못했다.
네오・보담
노라의 멤버를 중심으로 그랑＝파루스에 새롭게 만든 거주지.
아르카키르티 대평원
이전 작품에서는 최대급으로 넓었던 평원. 본 작품에는 헌터들의 캠프나 기후를 조작하는 장치가 설치되어있어 장치를 작동시켜 기후를 변화시키는 것으로 다양한 변화를 일으킬 수 있다.
야샤스 산
이전 작품에서는 스토리 진행상 반드시 갈 필요는 없었던 산. 이번 작품에서는 아카데미가 유적의 조사, 발굴 작업을 하고 있으나 파라독스의 영향으로 일어날 일이 없었던 일식이 발생했다.
이전 작품에서는 수수께끼였던 유적의 비밀이 밝혀지는 것을 컨셉으로 삼고 있다.
아가스티아 타워
아카데미가 어떤 계획을 위해 건조한 타워. 세계의 다양한 정보가 모이며, 다양한 연구자가 머물고 있다.
아카데미아
에덴을 대신하는 파루스의 새로운 수도. 파루시에 의지하지 않는 세계의 창조를 향한 「아카데미」의 주도 하에 고도한 기술이 구사된 정보 도시이지만 한편으로는 파루시 비슷한 자의 모습과 시해도 출현하고 있다.

### 발할라
여신 에트로가 산다는 세계. 이 세계에는 소환수가 존재하고 있기에 루시의 힘을 사용하지 않아도 소환수를 부릴 수 있다.

### 자나두
본편의 세계로부터 벗어난 세계의 천공에 떠 있는 오락(娯楽) 도시. 내부에는 카지노가있어 슬롯이나 초코보 레이스 등 미니 게임을 즐길 수 있다. 또한 FF시리즈에 오락 시설이 등장하는 것은 파이널 판타지 VII의 골드소서 이후 처음이며, 유저들 사이에서도 FF시리즈의 오락시설=골드소서라는 이미지가 강했기 때문에 내부 카메라 워크의 일부 등은 골드 소서의 오마주이다.

## 스탭
- 프로듀서 - 키타세 요시노리(北瀬佳範)
- 감독 - 토리야마 모토무(鳥山求)
- 시나리오 - 와타나베 다이스케(渡辺大祐)-
- 그림 콘티 - 카나다 요시노리(金田伊功)
- 스토리 협력 - 나가시마 에미(映島巡)
- 메인 프로그래머 - 카시와야 요시키(柏谷佳樹)
- 배틀 감독 - 마츠이 유우스케(松井優介)
- 예술 감독 - 카미코쿠료우 이사무(上国料勇)
- 캐릭터 디자이너 - 노무라 테츠야(野村哲也)(이전 작품 캐릭터를 새롭게 디자인하거나 새로운 캐릭터인 ‘노엘’과 ‘카이어스’의 디자인은 노무라가, ‘아리사’와 ‘유르’는 미나바 히데오(皆葉英夫)가 담당. 캐릭터 의상은 카미코쿠료우(上国科), 나오라 유우스케(直良有祐), 미나바(皆葉)가 담당하고 있다)
- 영상 감독 - 生村一行・蒲原博
- 작곡가 - 하마우즈 마사시(浜渦正志)・미즈타 나오시(水田直志)・스즈키 미츠토(鈴木光人)

## 음악
음악은 잊언 작품의 하마우즈 마사시(浜渦正志) 외에도 미즈타 나오시(水田直志)와 스즈키 미츠토(鈴木光人) 2명도 담당하고 있다. 게스트 보컬에는 Origa, KOKIA, Frances Maya, Joelle, 本田みちよ, Shootie HG를 초대했으며 이전 작품의 음악도 다수 사용되었다.
이번 작품의 사운드 트랙은 해외 게임 음악 미디어 「Original Sound Version」이 매년 개최하고 있는 「OSVOSTOTY Awards」에서 2011년도 사운드 트랙・오브・더・이어를 수상했다.

### 주제가
본 작품에는 FF시리즈 처음으로 더블 주제가를 가진 게임이 되며, Xbox360판과 북미, 유럽에 발매되는 PS3판의 주제가에 제이크 자이러스가, 일본을 포함한 아시아 지역에 발매되는 PS3판의 주제가에는 후쿠이 마이가 기용되었다. 주제가는 어느쪽에도 같은 곡을 원곡으로 하면서도 가사와 편곡이 다르기 때문에 키타세(北瀬)는 이것에 관해서 "’후쿠이’에게는 본 작품의 테마 중 하나인 부흥과 재생을 이미지하면서 감정을 담게 하였고, ‘채리스’에게는 마음 속에 꽂히는 듯한 아름다우면서 강한 힘으로 각각 불러달라 요청했다"라고 말했다.
주제가를 담당한 양측은 각각 채리스는 「이 얘길 들었을 때는 꿈인 줄 알았다」라고 했으며 후쿠이는「이런 찬스를 주신 것에 감사합니다」라고 코멘트했다.
주제가가 2개가 된 이유는 「이전 작품과 다르게 꾸미고 싶기에 국내판과 해외판의 아티스트를 동시에 선택해, 같은 멜로디 곡을 각각의 형태로 노래해주길 바랐기」 때문이며, 기종에 따라 주제가가 달라진 것도 그 연장선이다.
Xbox360판, 북미・유럽 지역 PS3판 테마송『New World』
작사 - jam
작곡 - 타보 코우이치(多保孝一)
편곡 - 혼마 아키미츠(本間昭光)
노래 - 채리스 펨핀코
아시아 지역 PS3판 테마 송『약속의 장소/단 하나뿐인 내 편』
작사 - jam
작곡 - 타보 코우이치(多保孝一)
편곡 - 塚陽平
노래 - 후쿠이 마이

## 개발과 경위
본 작품의 정식 개발 프로젝트가 시작된 것은 2011년 3월에 이전 작품의 해외판이 발매된 후이지만, 토리야마(鳥山)는 이전 작품의 배틀 시스템이 완성에 가까워짐에 따라서 「이 시스템을 한 작품만으로 끝내버리는 것은 억울하다고 생각했고 그때부터 어떤식으로든 속편의 구조를 내포하게 되었는지 모른다」라고 말했다. 또한 토리야마는 「이전 작품만으로는 세라라는 인물을 전부 표현하기에 부족했다」라고 생각했으며, 그 때문에 세라가 주인공이 되는 것은 당초부터 상정해두었다. 그 후에 개발 미팅을 해나가면서 「남성이 공감 가능한 캐릭터가 필요하다」는 의견에 따라 또다른 주인공인 노엘이 등장하게 되었다.
이번 작품은 「스토리를 스토리 주도의 전개에서 플레이어 주도의 전개로 바꾼다」 「배틀 시스템의 전략성을 보다 높게 개선한다」 「DLC나 소설 등의 다른 미디어로의 전개도 포함한 폭넓은 작품을 만든다」라는 3가지 컨셉을 축으로 개발했으며, 특히 스토리 부분에 있어서는 「시리어스한 부분은 좋은 평가를 받았지만 진행이 일자식으로 스토리를 따라가기만 했던 것은 유감이었다라는 의견이 있었기에, 시리어스한 부분은 남기면서도 플레이어에게 주도권을 주겠다」고해 본 작품을 개발에 있어서 가장 큰 목표가 되었다。
이번 작품의 스토리가 시간 여행인 것에는 토리야마(鳥山)가 「긴 구간의 역사를 그려보고 싶었고, 또 이전 작품의 스토리에서 계속되는 이야기라고 알아채기 어렵도록 갑자기 다른 시대의 이야기를 그릴 수 있는 시간 여행물로 하고 싶다」라는 생각을 가지고 있었기에 이 이야기를 들은 키타세(北瀬)는 「게임의 볼륨이 지나치게 비대화하거나 스토리가 산만해지지 않을까하는 우려도 있었지만 토리야마(鳥山) 속에 이미 스토리의 구조가 있는 것 같았기에 일단 해보고 판단하자고 방향을 잡았다」라고 말했다. 스토리의 내용은 「다른 시간 여행 물과는 다른 요소를 집어넣고 싶었기에 보통 시간 여행물과는 반대적인 요소를 넣는 등 각지의 수수께끼를 쫓는 에피소드식의 미스테리물과 같은 구조를 취함으로써 이전 작품을 접하지 않은 사람도 즐겁게 플레이할 수 있는 게임이 된다」라는 생각으로 만들었다.
스토리 외에 다른 요소에는 이전 작품에서는 필드에서 즐길 요소가 부족했던 것과 도망만 치기 급급해 마을 사람들과 접할 기회가 별로 없었다는 점을 반성해 보물 상자나 시간의 파편, 시간의 미궁과 같은 탐색 요소를 넣었고 마을의 사람들과의 회화도 상당히 공을 들였다.
배틀 시스템은 이전 작품에서 완성한 부분에서 한층 더 진보하기 위해서 시행착오를 거듭해 최종적으로는 「동료 몬스터에 싶은 애착을 가질 수 있도록」 한다는 방침 하에 몬스터를 동료로하는 시스템이 채용되어 더욱 애착을 가질 수 있게 하기 위해서 싱크로 드라이브나 어빌리티 계승, 데코레이션과 성장 요소 등이 더해졌다.
이전 작품과 달리 본 작품은 개발 초기부터 다양한 어드바이저를 배치해, 의견을 피드백해 개발해나가고 있다.. 이것은 이전 작품에서 어드바이저로부터의 의견을 모은 것은 개발 종반이었기에 의견의 피드백이 충분하지 않았던 것에 대한 반성이다. 또한 「현재 인기를 모으고 있는 소셜 게임의 인기 이유가 어느 정도의 완성도를 달성한 시점에서 유저에게 플레이시켜 그 의견을 반영해 나가는 것에 있다고 생각하므로 우리들도 그래야 한다」라는 생각으로 스케줄에 유저 테스트를 넣고, 배틀 시스템 등에 유저 테스트 의견이 반영되어 있다.

## 프로모션
- 이번 작품의 정보가 첫 공개된 것은 2011년 1월 18일에 개최된 『SQUARE ENIX 1st Production Department Premiere』에서다. 그 후에 2011년 6월 8일에 미국・로스엔젤레스에서 개최된 일렉트로닉 엔터테인먼트 엑스포에서 첫 체험 부스가 설치되었다[16].
- 2011년 9월 10일에는 전작을 플레이한 13세 이상의 유저들 중에서 선발된 40으로 플레이어블 리포트가 이루어졌다[5].
- 2011년 9월 15일에 일본 BS 방송에서 특별 방송 「파이널 판타지 XIII-2 스페셜 특집 방송 – 다시 생을 얻은, 새로운 세계가 밝혀진다!」가 방송되었다. 방송 시간은 20시 00분 – 20시 30분. 내용은 일렉트로닉 엔터테인먼트 엑스포와 재팬 엑스포에서 공개된 영상을 중심으로 작품 속의 삿즈를 연기한 에바라 마사시(江原正士)가 리포트로서 제작현장의 모습이나 게스트로부터의 메시지가 방송되었다. 이번 작품의 새로운 요소나 주제가를 노래할 가수, 「도쿄 게임 쇼 2011」에서 공개되었던 PS3판의 프로모션 영상도 여기서 같이 공개되었다[47]. 또한, 이 방송에서 발매 직전 특집 방송도 추후 방송됨이 밝혀졌는데, 「파이널 판타지 XIII-2 발매 직전 특집 방송 – 새로운 이야기가 시간을 잇는다！」라는 방송 명으로 2011년 12월 14일에 방송되었다. 방송 시간은 21시 00분 – 22시 00분의 1시간. 내용은 제작 뒷내용과 캐릭터 비화, 그리고 스퀘어 에닉스 회사 내부의 제작 현장을 소개했다[48].
- 2011년 9월 15일부터 9월 18일에 걸쳐서 개최된 「도쿄 게임 쇼 2011」에도 출전했다.
- 2011년 9월 28일부터는 이전 작품의 스토리를 이전 작품의 등장 인물인 야그・롯슈와 리그티의 시점에서 정리한 전 6장으로 본 이전 작품의 스토리 되새기기 영상 콘텐츠 「로스트・리포트」의 제 1장이 공식 사이트에 공개되었다[49], 최종장은 12월 9일에 공개되었다.
- 본 작품의 CM에는 「FF시리즈의 굉장한 팬이라는 소문이 스태프의 귀에 들려 요쳥해 보았다」라는 이유에서 AKB48의 오오시마 유우코(大島優子)가 기용되었다[50]. 오오지마는 CM 출연 외에도 「JUDGE13」이라 불리는 13인의 테스트 플레이어 대표로도 일하며 공식 사이트 내에 특별 설치된 플레이 리포트란에, 이 사이트 내에서 「좋아요」 버튼의 클릭 숫자가 일정 수에 달하면 소프트 발매 이벤트로 캐릭터 코스프레를 하겠다는 발언을 했다[51]. 또한, 오오시마(大島)는 이번 작품의 의상 변경 시스템에 흥미를 품어 스스로 디자인한 의상 2벌로 2011년 11월 15일부터 12월 3일까지 인기 투표를 실시해, 보다 인기가 높았던 쪽이 다운로드 콘텐츠로서 배포된다[52].
- 마이크로소프트는 Xbox360판으로 나오는 본 작품의 조기 구입 특전으로 본 작품의 2012년 판 달력을 선물하는 캠페인을 실시했다[53].
- 2011년 11월 19일부터 도시바의 REGZA와 콜라보레이션해서 일본 전국의 가전양판점에 설치된 REGZA로 본편 오프닝 영상을 약 2분 반으로 정리한 영상이 공개되었으며, 또한 REGZA로 본편을 플레이할 시의 최적 화질에 관해 공식 사이트에 공개될 거라고 발표했으며, 동시에 캠페인도 실시 예정이다[54].
- 일본 내 로손(LAWSON, 편의점)과 HMV(레코드 판매점)에서는 독자적으로 한정 예약특전으로 다운로드 콘텐츠 「세라픽・윙」이 사용 가능하게 되는 다운로드 코드가 동봉되었다[55].
- e-STORE에서는 독자적으로 한정 예약 특전으로 다운로드 콘텐츠 「카라미티 블레이드」가 사용 가능하게 되는 다운로드 코드가 동봉되었다[56].
- 모리나가 유업(森永乳業)과의 콜라보레이션으로 본 작품 패키지 사양의 「포테롱(모리나가에서 판매하는 과자)」가 기간 한정으로 발매되어, 같은 포테롱의 포장 상장에는 라이트닝의 오리지널 Flash 로딩 화면이 다운로드 가능한 QR코드가 인쇄되어있다[57].
- 2011년 12월 5일부터 XYLISH(일본 메이지에서 발매하는 껌)과의 콜라보레이션으로 스마트 폰 애플리케이션 「XYLISH AR 피규어」를 실행하는 것으로 본 작품의 라이트닝이 3D로 출연하는 XYLISH가 발매되며, 또한 편의점 로손이나 서클 K 상크스(역시 일본 편의점)에서 XYLISH를 2개 구입하면 각각 한정 AR 카드를 입수할 수 있다. 이 외에도 캠페인 사이트에서 본 작품 오리지널 껌 케이스가 당첨되는 캠페인도 실시되었다[58].
- 2011년 12월 1일에 발매된 어쌔신 크리드 레벌레이션(Assassin's Creed: Revelation)과의 콜라보레이션으로 이 작품의 주인공 에치오가 착용한 코스튬이 노엘 코스튬으로 배포될 예정[59].
- 마이크로소프트의 인터넷 브라우저 『Internet Explorer9』와의 콜라보레이션으로 본 작품의 시스템 중 하나인 모글리 던지기를 모방한 『모글리의 트위트 캐치』가 캠페인 전용 사이트에 전개되었다[60].
- 발매 당일에는 빅카메라 유우라쿠쵸우(有楽町) 점에서 본 작품 발매 이벤트가 개최되었으며 오오지마 유우코(大島優子)가 자신이 디자인한 의상으로 등장했고, 또한 PS3 판의 주제가를 부른 후쿠이 마이, 노엘 역의 키시오도 등장했다[61].
- 2012년 4월에 라이트닝, 노엘, 호프. 스노우, 삿즈의 13-2의 캐릭터들이 프라다의 2012년 봄여름 멘즈 콜렉션의 모델로 기용되었음을 발표했다. 4월 12일 발표한 영국의 멘즈 패션지 「Arena Homme+」 잡지의 최신호의 전 12페이지 기사에서 프라다의 옷을 착용해 오리지널 포즈를 취한 캐릭터들이 게제되었다[62].

## 얼티멧 히트 판
2013년 7월 18일에 발매, 가격은 PS3과 Xbox360 모두 2,940엔.
다운로드판도 발매했고 패키지판보다 2일 빠른 2013년 7월 16일에 배포, 가격은 PS3판은 패키지판과 같은 2,940엔으로 Xbox360판은 2,000MSP.

### 디지털 콘텐츠 셀렉션
패키지의 ‘’얼티멧 히트’’ 판과 발매 후에 배포된 ‘’다운로드 콘텐츠’’(단, 매스 이펙트, 어쌔신 크리드, 노출과 방어의 3가지 콜라보레이션 의상과 가희의 선물, 여신의 복음, 스틸쯔킨 일지, 세라픽 윙, 아즈라일은 수록되지 않았다)과 FF13-2 공식 사이트에 공개된「로스트・레포트」를 수록한 디스크를 세트로한 패키지. 가격은 PS3와 Xbox360 모두 5,040엔.
다운로드 콘텐츠만 배포 「파이널 판타지 XIII-2 추가 콘텐츠 셀렉션」는 다운로드 판 FF13-2과 같은 7월 16일부터 배포 개시했으며 가격은 PS3판이 2,100엔, Xbox360판이 1,360MSP이다.

## 평가
발매 전 게임을 대상으로한 일본 게임 대상 2011년 퓨쳐 부문에서 수상작 중 하나로 선정되었다.
앞서 플레이어블로 참가한 유저들로부터 「신 요소를 여럿 볼 수 있어서 좋았다」, 「시네마틱 배틀이 최후까지 방심할 수 없게 해서 재밌었다」 등 여러 호의적인 의견이 많았다, 발매 후에도 유저들 사이에서는 「새로운 시스템은 대체적으로 호평」을 받고 있다.
각종 게임 잡지에서는 「전격 PlayStation」의 바이어즈 가이드에서는 「이전 작품보다 더욱 발전한 전투가 재밌다」, 「파고들 요소가 많고 싫증나지 않는다」, 「자동 세이브나 난이도 조절 등 초보자에게 어필 가능한 점도 있다」라는 점에서 평가가 좋아서 최고 랭크 S를 기록했다. 주간 패미통의 크로스 리뷰에서는 바이어즈 가이드와 같은 식으로 파고들 요소에 대한 평가도 추가했는데, 「전작의 불만점을 해소했다」, 「그래픽과 세계관이 역시나 훌륭하게 녹아들어 있다」라는 점이 평가되어 만점인 40점을 획득해 플라티나 전당에 들어갔다.

## 가격
소프트 가격 7,980엔
 PS3 동봉판: 37,960엔(HDD 320GB 모델)
59.99달러

### 인용 자료
1. 1 2 3  “『FFXIII-2』의 발매일과 본체 동봉판의 발매가 결정!――다수의 프로모션 전개도 판명”. 《패미통.com》. jp:엔터브레인. 2011년 9월 15일. 2011년 12월 29일에 확인함.
2. 1 2 3 4 5 6 7 8 9  “『FFXIII-2』＆신화“파브라～”개발 스태프 인터뷰【완전판 1】”. 《패미통.com》. 엔터브레인. 2011년 1월 28일. 2011년 12월 29일에 확인함.
3. 1 2 3 4 5 6 7 8 9   인터뷰(키타세 요시노리(北瀬佳範)、토리야마 모토무(鳥山求))『패미통.com 1156호』2011년1월, p134.
4. 1 2 3 4 5  “【데모 영상 있음】키타세・토리야마 씨에게 듣는『FFXIII』에서 『FFXIII-2』로의 변화【E3 2011】”. 《패미통.com》. 엔터브레인. 2011년 6월 9일. 2011년 6월 23일에 확인함.
5. 1 2 3 4  “『FFXIII-2』선행 체험회＆팬 미팅 개최――신정보도 판명！”. 《패미통.com》. jp:엔터브레인. 2011년 9월 11일. 2012년 6월 23일에 확인함.
6. 1 2 3 4 5  인터뷰 키타세((北瀬), 토리야마(鳥山)『전격 playstation Vol.488』 2011년 1월,p13.
7. 1 2 3  인터뷰 카미코쿠료우 이사무(上国料勇)『패미통 1177호』p38~41.
8. 1 2 3 4 5 6  인터뷰 키타세 요시노리(北瀬佳範), 토리야마 모토무(鳥山求)『전격 플레이스테이션 Vol.508』 2011년 12월, p82~84(일본어)
9. ↑  “게임 시장 예측：「FF13－2는 100만개 팔릴 것이 틀림 없다」　엔터브레인 하마무라 히로카즈(浜村社長)(1/2)”. 《MANTANWEB》. 마이니치 신문 디지털. 2011년 10월 11일. 2012년 7월 9일에 원본 문서에서 보존된 문서. 2011년 6월 23일에 확인함.
10. 1 2  특집 기사 『패미통 2011년 9월 1일호』p112~117.
11. ↑  “『파이널 판타지 XIII-2』의 모글리는 의지할 수 있는 동료！”. 《패미통.com》. 엔터브레인. 2011년 8월 26일. 2012년 6월 23일에 확인함.
12. 1 2 3 4 5 6 7 8 9 10 11 12  인터뷰 키타세(北瀬佳範), 토리야마(鳥山求)『シナリオアルティマニア』p483~487.
13. 1 2 3 4 5  특집 기사『패미통 2011년 12월 15일호』p244~249.
14. 1 2 3  나카무라 신지(中野信二) (2011년 12월 5일). “스퀘어 에닉스, PS3/Xbox 360「파이널 판타지 XIII-2」. 노엘 들의 앞을 막는 수수께끼의 남자 「카이어스・발랏드」의 정보와 그 외의 정보”. 《GAME Watch》. Impress Watch. 2012년 6월 23일에 확인함.
15. 1 2 3 4 5 6  특집기사『패미통 1176호』p248~253.
16. 1 2 3  “『파이널 판타지 XIII-2』 플레이어블 리포트【E3 2011】”. 《패미통.com》. 엔터브레인. 2011년 6월 8일. 2012년 6월 23일에 확인함.
17. ↑  나카무라 신지(中野信二) (2011년 9월 15일). “스쿠에어 에닉스, PS3/Xbox 360「파이널 판타지 XIII-2」발매일과 DLC 배포를 결정. 특별 사양의 PS3 동봉판을 동시 발매！ 테마송을 채리스 펨핀코 씨와 후쿠이 마이(ふくい舞) 씨가 담당”. 《GAME Watch》. Impress Watch. 2011년 9월 20일에 확인함.
18. 1 2  인터뷰 마츠이 유우스케(松井優介)『주간 패미통 2012년 2월 23일호』p76.
19. 1 2 3  특집기사『전격 PlayStation Vol.504』 2011년 10월, p64~67.
20. 1 2 3 4 5  인터뷰 키타세 요시노리(北瀬佳範), 토리야마 모토무(鳥山求)『전격 PlayStation]] Vol.504』 2011년 10월, p68~69.
21. 1 2 3 4  인터뷰 키타세 요시노리(北瀬佳範), 토리야마 모토무(鳥山求) 패미통 『2012년 2월 9일호』p180~181.
22. 1 2 3 4 5 6 7 8  특집 기사『패미통 2011년 12월 1일호』p64~68.
23. 1 2  인터뷰 (高井慎太郎 松井優介 関洋一 相馬文志)『배틀 얼티매니아』p688~692
24. 1 2 3 4 5 6 7  특집 기사 『패미통2011년 9월 22일호』p123~127.
25. 1 2 3 4 5 6  “시공을 초월한다 『파이널 판타지 XIII-2』의 모험”. 《패미통.com》. 엔터브레인. 2011년 9월 8일. 2011년 9월 20일에 확인함.
26. 1 2 3 4 5 6 7  인터뷰 키타세 요시노리(北瀬佳範), 토리야마 모토무(鳥山求)패미통『2011년 10월 6일호』p58~60.
27. 1 2 3  『シナリオアルティマニア』p59.
28. 1 2 3   『シナリオアルティマニア』p24~25.
29. 1 2 3 4  「シナリオアルティマニア」p58.
30. ↑  특집 기사『전격 PlayStation Vol.504』 2011년 10월, p34~38.
31. 1 2  인터뷰 키타세 요시노리(北瀬佳範), 토리야마 모토무(鳥山求)『전격 PlayStation Vol.505』 2011년 10월, p38.
32. 1 2  “『파이널 판타지 XIII-2』에 카지노나 초코보 레이스가 있다고 키타세(北瀬)씨가 발언――“PLAY LIVE”【후기】【TGS2011】”. 《패미통.com》. 엔터브레인. 2011년 9월 18일. 2012년 6월 23일에 확인함.
33. 1 2 3 4  “『파이널 판타지 XIII-2』에 성장한 호프가 등장”. 《패미통.com》. 엔터브레인. 2011년 10월 28일. 2012년 6월 23일에 확인함.
34. 1 2 3 4 5 6 7 8  “『FFXIII-2』신요소의 비밀에 관해 키타세(北瀬)씨・토리야마(鳥山)씨에게 직격！【인터뷰 완전판】”. 《패미통.com》. 엔터브레인. 2011년 6월 21일. 2012년 6월 23일에 확인함.
35. 1 2 3 4  인터뷰 키타세(北瀬佳範), 토리야마(鳥山求)『패미통1176호』p254~255.
36. 1 2  인터뷰 키타세(北瀬佳範), 토리야마(鳥山求)『전격 PlayStation Vol.496』 2011년 6월, p63~65.
37. ↑  인터뷰 나오라(直良有介)『패미통 2011년 9월 1일호』p117.
38. ↑  『월드 프리뷰』p44.
39. ↑  나카노 신지(中野信二) (2011년 10월 17일). “스퀘어에닉스 PS3/Xbox 360「파이널 판타지 XIII-2」. 몬스터를 동료로 가능한 시스템 정보가 밝혀지다！”. 《GAME Watch》. Impress Watch. 2012년 6월 23일에 확인함.
40. ↑  『월드 프리뷰』p62.
41. ↑  『월드 프리뷰』p72.
42. ↑  특집기사『패미통 2011년 11월 10일호』p56~58.
43. ↑  인터뷰 키타세(北瀬佳範), 토리야마(鳥山求)패미통『2011년 9월 29일호』p80~82.
44. ↑  “3rd Annual OSVOSTOTY 2011 Awards: Winners and Runners-Up Announced”. 2012년 11월 23일에 원본 문서에서 보존된 문서. 2013년 6월 17일에 확인함.
45. ↑  “『파이널 판타지 XIII-2』의 테마 송이 결정”. 《패미통.com》. 엔터브레인. 2011년 9월 15일. 2012년 6월 23일에 확인함.
46. ↑  『월드 프리뷰』p116~117.
47. ↑  “특별 방송 파이널 판타지 XIII-2 스페셜 특집 방송 ～다시 생을 얻은, 새로운 세계가 밝혀지다!～”. 《BS11》. 일본 BS 방송. 2011년 9월 19일에 원본 문서에서 보존된 문서. 2011년 9월 14일에 확인함.
48. ↑  “특집 방송 파이널 판타지　 XIII-2 발매 직전 특집 방송 ～새로운 이야기가 시간을 잇는다！”. 《BS11》. 일본 BS방송]]. 2012년 1월 26일에 원본 문서에서 보존된 문서. 2012년 6월 23일에 확인함.
49. ↑  “『파이널 판타지 XIII-2』 발매 전에 이전 작품의 복습을 ―― 영상 콘텐츠 “로스트・레포트”Episode-1이 공개”. 《패미통.com》. 엔터브레인. 2011년 9월 28일. 2011년 9월 28일에 확인함.
50. ↑  “오오시마 유우코(大島優子)가 「파이널 판타지 XIII‐2」공식 테스트 플레이어로 취임！”. 《뉴스워커》. 카도카와(角川)매거진즈. 2011년 10월 14일. 2012년 1월 20일에 원본 문서에서 보존된 문서. 2012년 6월 23일에 확인함.
51. ↑  “오오지마 유우코(大島優子)가 팬이 기다리던 대망의 코스프레 기획에 도전！”. 《뉴스워커》. 카도카와(角川)매거진즈. 2011년 10월 14일. 2012년 4월 15일에 원본 문서에서 보존된 문서. 2012년 6월 23일에 확인함.
52. ↑  “『FFXIII-2』오오시마 유우코(大島優子) 디자인의 오리지널 코스튬이 DLC로！――디자인 인기 투표가 개최 결정”. 《패미통.com》. 엔터브레인. 2011년 11월 10일. 2011년 11월 10일에 확인함.
53. ↑  “Xbox 360판 『파이널 판타지 XIII-2』조기 구입 특전으로 특별 제작된 달력을 선물”. 《패미통.com》. 엔터브레인. 2011년 11월 8일. 2011년 11월 8일에 확인함.
54. ↑  나카노 신지(中野信二) (2011년 11월 18일). “스퀘어 에닉스, PS3/Xbox 360「파이널 판타지 XIII-2」. 도시바의 액정TV 「레그자」와 공동 프로모션을 전개”. 《GAME Watch》. Impress Watch. 2012년 6월 23일에 확인함.
55. ↑  나카노 신지(中野信二) (2011년 9월 26일). “스퀘어 에닉스 PS3/Xbox 360「파이널 판타지 XIII-2」. 로손・HMV의 한정 예약 특전은 세라 전용 오리지널 무기”. 《GAME Watch》. Impress Watch. 2012년 6월 23일에 확인함.
56. ↑  나카노 신지(中野信二) (2011년 9월 28일). “스퀘어 에닉스, PS3/Xbox 360「파이널 판타지 XIII-2」. e-STORE 한정 예약 특전은 노엘 전용 무기로 결정!!”. 《GAME Watch》. Impress Watch. 2012년 6월 23일에 확인함.
57. ↑  공식 사이트 참조
58. ↑  나카노 신지(中野信二) (2011년 11월 28일). “스퀘어 에닉스 PS3/Xbox 360 「파이널 판타지 XIII-2」, 「XYLISH」과의 캠페인을 12월 5일부터 순차 실시. 3D 세라가 출현하는 AR 카드 등을 얻을 수 있다！”. 《GAME Watch》. Impress Watch. 2012년 6월 23일에 확인함.
59. ↑  나카노 신지(中野信二) (2011년 11월 29일). “스퀘어 에닉스, PS3/Xbox 360「파이널 판타지 XIII-2」. 「에치오」의 의상을 「노엘」의 DLC로 배포 결정!!”. 《GAME Watch》. Impress Watch. 2012년 6월 23일에 확인함.
60. ↑  “모글리의 Tweet 캐치”. 《Final Fantasy XIII-2》. 스퀘어 에닉스. 2012년 6월 23일에 확인함.[깨진 링크(과거 내용 찾기)]
61. ↑  “AKB의 오오지마 유우코(大島優子)가 FF코스튬으로 등장！　『FF XIII-2』발매 카운트 다운 이벤트”. BCN. 2011년 12월 15일. 2012년 7월 13일에 원본 문서에서 보존된 문서. 2012년 6월 23일에 확인함.
62. ↑  나카노 신지(中野信二) (2012년 4월 4일). “스퀘어 에닉스, 영국 잡지 「Arena Homme+」과 콜라보레이션을 실시. 라이트닝과 노엘들이 프라다 기사의 모델로 등장！”. 《GAME Watch》. Impress Watch. 2012년 6월 23일에 확인함.
63. ↑  ※적용해 플레이하려면 FF13-2 소프트가 필요
64. ↑  “Final Fantasy XIII-2 (Xbox 360)”. Metacritic. 2012년 11월 14일에 원본 문서에서 보존된 문서. 2012년 2월 10일에 확인함.
65. ↑  “Final Fantasy XIII-2 (PlayStation 3)”. Metacritic. 2012년 9월 25일에 원본 문서에서 보존된 문서. 2012년 2월 10일에 확인함.
66. ↑  “Final Fantasy XIII-2 (PC)”. Metacritic. 2015년 2월 1일에 확인함.
67. ↑  Parish, Jeremy (January 28, 2012). “Final Fantasy XIII-2 Review: A Series in the Throes of Awkward Adolescence”. 1UP.com. March 14, 2013에 원본 문서에서 보존된 문서. February 10, 2013에 확인함.
68. ↑  North, Dale (2012년 1월 28일). “Review: Final Fantasy XIII-2”. Destructoid. 2013년 1월 21일에 원본 문서에서 보존된 문서. 2013년 2월 5일에 확인함.
69. ↑  “Final Fantasy XIII-2 review”. Edge. January 30, 2012. 2014년 10월 18일에 원본 문서에서 보존된 문서. February 10, 2013에 확인함.
70. ↑  Parkin, Simon (January 28, 2012). “Final Fantasy 13-2 Review”. Eurogamer. 2017년 9월 11일에 원본 문서에서 보존된 문서. February 10, 2013에 확인함.
71. ↑  Gifford, Kevin (December  7, 2011). “Japan review check Final Fantasy XIII-2”. 1UP.com. March 14, 2013에 원본 문서에서 보존된 문서. December 7, 2011에 확인함.
72. ↑  Juba, Joe (2012년 1월 28일). “Final Fantasy XIII-2: Fixing The Little Problems While The Big Ones Get Worse”. Game Informer. 2012년 7월 7일에 원본 문서에서 보존된 문서. 2013년 2월 10일에 확인함.
73. ↑  VanOrd, Kevin (January 28, 2012). “Final Fantasy XIII-2 Review”. GameSpot. May 25, 2012에 원본 문서에서 보존된 문서. February 10, 2013에 확인함.
74. ↑  Gudmundson, Carolyn (2012년 1월 30일). “Lightning Returns: Final Fantasy 13 - PlayStation 3”. GamesRadar. 2012년 5월 7일에 원본 문서에서 보존된 문서. 2014년 3월 18일에 확인함.
75. ↑  Clements, Ryan (2012년 1월 27일). “Final Fantasy 13-2 Review”. IGN. 2012년 8월 31일에 원본 문서에서 보존된 문서. 2013년 2월 10일에 확인함.
76. ↑  “일본 게임 대상 2011 발표 수상식 퓨쳐 부문”. 2012년 1월 20일에 원본 문서에서 보존된 문서. 2013년 6월 18일에 확인함.
77. ↑  『전격 PlayStation Vol.508』 2011년 12월, p237.
78. ↑  주간 패미통 2011년 1월 26일호, p130.
79. ↑  “PlayStation3 FINAL FANTASY XIII-2 LIGHTNING EDITION Ver.2”. 《플레이스테이션 오피셜 사이트》. 소니 컴퓨터 엔터테인먼트. 2014년 4월 14일에 원본 문서에서 보존된 문서. 2012년 6월 23일에 확인함.

## 참고 문헌
다수의 호에서 참고가 있을 경우만 호수를 포함해 기제.
- 『주간패미통』 엔터브레인(일본어)

- 1156호 1176호 2011년9월1일호 2011년9월22일호 2011년9월29일호 2011년10월6일호. 2011년11월10일호 2011년12월1일호 2011년12월15일호 2012년2월9일호 2012년2월16일호 2012년2월23일호 2012년3월8일호

- 『전격 플레이스테이션』아키스 미디어웍스(일본어)

- Vo488 496 504 505